# Erysimum ghiesbreghtii
Erysimum ghiesbreghtii är en korsblommig växtart som beskrevs av John Donnell Smith. Erysimum ghiesbreghtii ingår i släktet kårlar, och familjen korsblommiga växter. Inga underarter finns listade i Catalogue of Life.